# فيليب ماير كايزر
فيليب ماير كايزر (بالإنجليزية: Philip Mayer Kaiser)‏ هو دبلوماسي أمريكي، ولد في 12 يوليو 1913 في بروكلين في الولايات المتحدة، وتوفي في 24 مايو 2007 في واشنطن العاصمة في الولايات المتحدة بسبب ذات الرئة.

## وصلات خارجية
- فيليب ماير كايزر على موقع إن إن دي بي (الإنجليزية)